# Америка (град)
Вижте пояснителната страница за други значения на Америка.
Амѐрика (на испански: América) е град в Аржентина, провинция Буенос Айрес. Намира се на 500 km западно от град Буенос Айрес и е основан през 1904. Населението на града е 11 685 души (2010 г.).

## Личности
Родени
- Оскар Устари (р. 1986), футболист